# Tidarren haemorrhoidale
Tidarren haemorrhoidale es una especie de araña araneomorfa del género Tidarren, familia Theridiidae. Fue descrita científicamente por Bertkau en 1880.
Habita desde los Estados Unidos hasta Argentina.